# An die Musik
À la musique
An die Musika (« À la musique ») est un lied composé par Franz Schubert en mars 1817, sur un poème de son ami Franz von Schober.
Hymne à l'art de la musique, c'est l'un des lieder les plus connus de Schubert. Sa haute tenue artistique et sa popularité sont généralement attribuées à sa ferveur quasi religieuse, à sa simplicité harmonique et à la douceur de la mélodie sous-tendue par une solide ligne de basse.
Composé pour voix et piano, sa tonalité d'origine est en ré majeur. Le lied est publié à Vienne en décembre 1827 en tant qu'opus 88 no 4 par Thaddäus Weigl, et porte le numéro D547 dans le catalogue Deutsch des œuvres de Schubert. Ce dernier dédie le lied au virtuose du piano viennois Albert Sowinsky le 24 avril 1827, une décennie après l'avoir composé.

## Texte
| Du holde Kunst, in wieviel grauen Stunden, Wo mich des Lebens wilder Kreis umstrickt, Hast du mein Herz zu warmer Lieb' entzunden, Hast mich in eine beßre Welt entrückt! Oft hat ein Seufzer, deiner Harf' entflossen, Ein süßer, heiliger Akkord von dir Den Himmel beßrer Zeiten mir erschlossen, Du holde Kunst, ich danke dir dafür! |  |  | Ô noble art, que de fois dans les heures tristes, Quand m'étreignait le poids de la vie, As-tu réchauffé mon cœur à des cieux plus doux, M'as-tu enivré dans un monde plus beau ! Souvent, un soupir échappé de ta harpe, Un doux et céleste accord dont tu as le secret, M'entrouvrait les cieux de jours meilleurs, Ô noble art, sois en remercié ! |

Le poème ne figure pas dans le recueil édité des poèmes de Schober, mais il en existe une copie manuscrite à Vienne. La raison en est peut-être que c'est une paraphrase de la seconde stance de Ernst Schulze du poème Die bezauberte Roset (« La rose enchantée »),, un poème connu aussi de Schubert, pour un opéra. Toutefois, il est publié seulement en 1818, une connexion entre eux est donc peu probable pour le compositeur.

## Interprétations
Parmi les interprétations remarquables, on peut citer celles de :
- Fritz Wunderlich, ténor
- Dietrich Fischer-Dieskau, baryton
- Hans Hotter, baryton-basse
- Felicity Lott, soprano
- Elisabeth Schwarzkopf, soprano
- Kathleen Ferrier, contralto

## Reprises

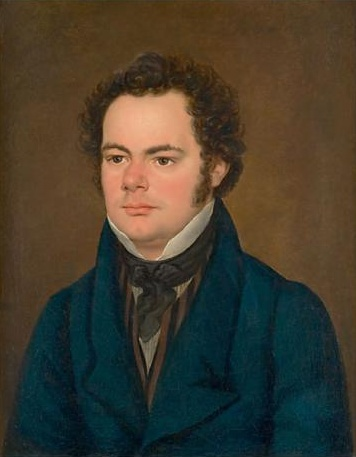
Portrait de Franz Schubert par Franz Eybl (1827).

À la fin du concert d'adieu donné par Gerald Moore au Royal Festival Hall à Londres en 1967, où il accompagne Dietrich Fischer-Dieskau, Victoria de los Ángeles et Elisabeth Schwarzkopf, le pianiste est venu sur scène seul pour jouer la partie de piano de An die Musik en cadeau d'adieu.
Ce lied est chanté à l'unisson par les membres (6 500 à travers le monde) de l'Association nationale des professeurs de Chant (NATS), à la fin de chacune de ses conventions nationales.
À la télévision, il a également été exécuté par l'acteur Garrett Morris au cours de l'émission de divertissement américaine de la NBC, Saturday Night Live, le 22 mai 1976.
« An die Musik » est l'épitaphe de la pianiste Ruth Laredo au cimetière de Kensico, à Valhalla aux États-Unis.

## Utilisation dans d'autres œuvres
- 2004 : dans le film Comme une image.
- 2012 : dans le film Moonrise Kingdom.
- 2021 : dans le film Mes frères et moi.